# جوزف رنه بلوت
جوزف رنه بلوت (Joseph-René Bellot) (زادهٔ ۱۸ مارس ۱۸۲۶ – درگذشتهٔ ۱۸ اوت ۱۸۵۳)، افسر نیروی دریایی فرانسه و کاشف قطب شمال بود

## زندگی‌نامه
بلوت در پاریس چشم به جهان گشود. پدرش نعل‌بند بود و در سال ۱۸۳۱ به همراه خانواده‌اش به شهر روشفور، شرانت-ماریتیم نقل مکان کرد. او در سن ۱۵ سالگی با کمک مسئولین روشفور به مدرسهٔ نیرودریایی واقع در برست راه پیدا کرد که به مدت دو سال در آنجا تحصیل نموده که باعث شد اعتبار زیادی به دست آورد. در سال ۱۸۴۵ او در میان هیئت اعزامی انگلیسی- فرانسوی به ماداگاسکار سفر کرد و نشان لژیون دونور را برای رفتار ممتاز خود دریافت کرد. سپس در محاصرهٔ ریو دو لا پلاتا توسط انگلیس و فرانسه از پارانا تا آمریکای جنوبی شرکت کرد که درهای ریو دلا پلاتا را به تجارت گشود.
در سال ۱۸۵۱، بلوت به هیئت اعزامی به قطب شمال تحت فرماندهی سروان ویلیام کندی با هدف پیداکردن جان فرانکلین پیوست. گفته شده‌است که بلوت برای آنکه به خود سخت بگیرد و آمادهٔ شرایط دشوار قطب در زمستان شود فقط به خود اجازهٔ استفاده از یک تشک نازک و یک پتو روی تخته‌های چوبی داده‌است. زمانی که او نخستین بار در زندگی‌اش اسکیموها را ملاقات کرد خود را میان آنان با ساخت یک پای مصنوعی به عنوان مردی که معلول بود، محبوب کرد.
در فوریه ۱۸۵۲، کندی و بلوت از منطقهٔ زمستانی خود در خلیج باتی سفرشان را به وسیلهٔ سگ‌های سورتمه‌کش به سمت جنوب و خلیج برنتفورد آغاز کردند. که در این مسیر، تنگهٔ بلوت که تنگه‌ای بین بوتیا فلیکس و جزیرهٔ سامرست است را کشف کردند. سپس سفر خود را به سمت غرب ادامه داده و از جزیرهٔ پرنس ولز تا خلیج اومنی را طی کردند و از راه پیل ساند و کیپ واکر به خلیج باتی برگشتند. آنها مسیری در حدود ۱۸۰۰ کیلومتر (۱۱۰۰ مایل) را پیمودند. روایت بلوت از این سفر پس از مرگش به چاپ رسید.
در اوایل سال ۱۸۵۲، بلوت به درجهٔ ستوان ارتقا یافت و در همان سال با هیئت اعزامی که هدف آنان یافتن فرانکلین تحت رهبری سروان ادوارد آگوستوس اینگلفیلد بود، همراه شد. به مانند قبل، هوش، از خودگذشتگی و شجاعت وی تحسین همگان را برانگیخت. در حالی که با دو همرزم خود به سفری مخاطره‌آمیز برای ارتباط با ادوارد بلچر رفته بود، به صورت ناگهانی در روزنه‌ای میان توده‌های شکسته یخ در کانال ولینگتون، ناپدید شد. یادبودی از او در نزدیکی جزیره بیچی ساخته شد و درآمد ماهیانه‌ای توسط امپراتور ناپلوئن سوم به خانوادهٔ وی تعلق گرفت.

## میراث

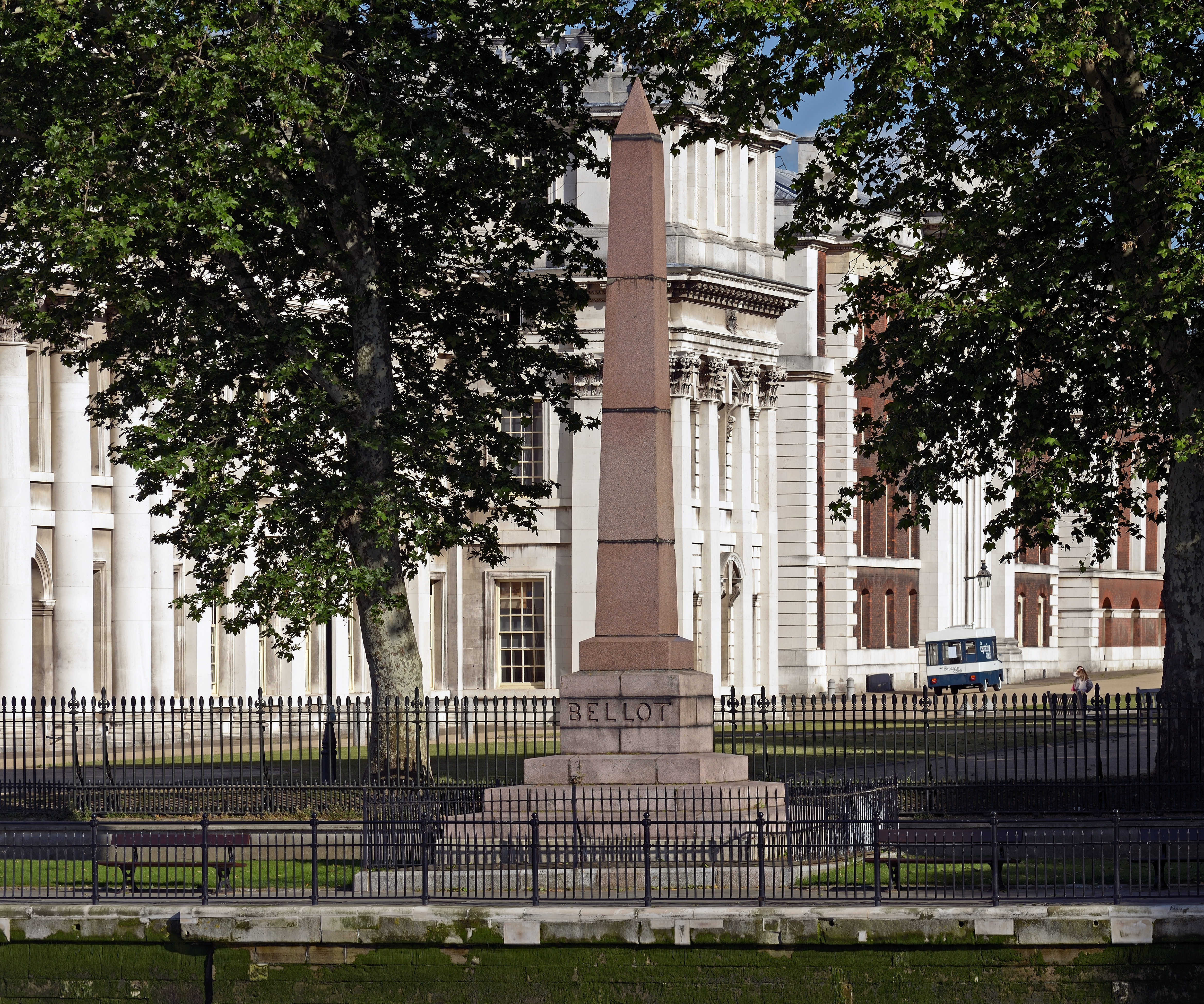
بنای یادبود بلوت در گرینویچ.

سوگواری گسترده‌ای برای درگذشت کاشف جوان انجام شد و پس از مرگ او مبلغ دو هزار پوند توسط کمیتهٔ انجمن سلطنتی جغرافیا که ریاست آن به عهدهٔ رودریک مورچیسون بود، جمع‌آوری‌شد که مبلغ پانصد پوند از آن برای یک یادبود هرمی شکل گرانیتی، طراحی شده توسط فیلیپ هاردویک بکار گرفته شد شد. از این یادبود در سال ۱۸۵۵، در کنار رودخانه تیمز، روبروی بیمارستان گرینویچ پرده برداری شد. باقی این مبلغ برای حمایت مالی پنج خواهر وی اختصاص یافت. خیابان بلوت اس ای ۱۰ در نزدیکی خیابان گرینویچ به افتخار او نام‌گذاری شده‌است. در سال ۱۹۳۵، حفره‌ای بر روی سطح ماه، در لبهٔ دریای باروری (نوعی دریای دیده شده روی ماه) نیز به احترام وی، بلوت نام‌گذاری شد.

## کتابشناسی
- Coleman, E C (2006), The Royal Navy in Polar Exploration from Franklin to Scott, Tempus Publishing
- This article incorporates text from a publication now in the public domain: Chisholm, Hugh, ed. (1911). "Bellot, Joseph René". Encyclopædia Britannica (به انگلیسی). Vol. 3 (11th ed.). Cambridge University Press. pp. 704–705.
- Bellot, Joseph René (1855), Memoirs of Lieutenant Joseph René Bellot, with his Journal of a Voyage in the Polar Seas in Search of Sir John Franklin, London: Hurst and Blackett